# Max Herrmann-Neisse
Max Herrmann-Neisse (ur. 23 maja 1886 w Nysie, zm. 8 kwietnia 1941 w Londynie) – niemiecki pisarz, poeta i publicysta.

## Życiorys
Max Herrmann-Neisse był synem właściciela gospody. Studiował germanistykę w Monachium i Wrocławiu. W 1906 opublikował swój debiutancki tomik wierszy Ein kleines Leben. Od 1909 pracował w nyskiej gazecie „Neisser Tageblatt” jako krytyk teatralny. Od 1911 publikował wiersze w czasopismach „Die Aktion” i „Pan”, które szybko uczyniły go znanym. W 1913 ukazał się jego cykl Porträte eines Provinztheaters. W wyniku wywołanego nim skandalu stracił pracę w gazecie. W 1914 rozpoczął pracę nad powieścią Cajetan Schaltermann, która z powodu trudności z cenzurą ukazała się dopiero w 1920. W czasie I wojny światowej swoje wiersze i teksty publicystyczne publikował jedynie w pacyfistycznych czasopismach. Nieco mniej znanym obszarem twórczości pisarza są jego komedie, które powstały głównie w latach 1919–1922. Najbardziej znaną z nich była Josef der Sieger (wystawiona pt. Albine und Aujust) będąca parodią sztuki Gerharta Hauptmanna Und Pippa tantzt!. Kontynuował działalność publicystyczną i wydał kolejne tomy wierszy. Pisarza łączyła przyjaźń z wieloma znanymi twórcami, spośród których należałoby tu wymienić w pierwszym okresie twórczości Franza Junga, następnie René Schickele, Paula Zecha, w ostatnim okresie życia Stefana Zweiga. Zażyła przyjaźń łączyła go także z Georgiem Groszem.

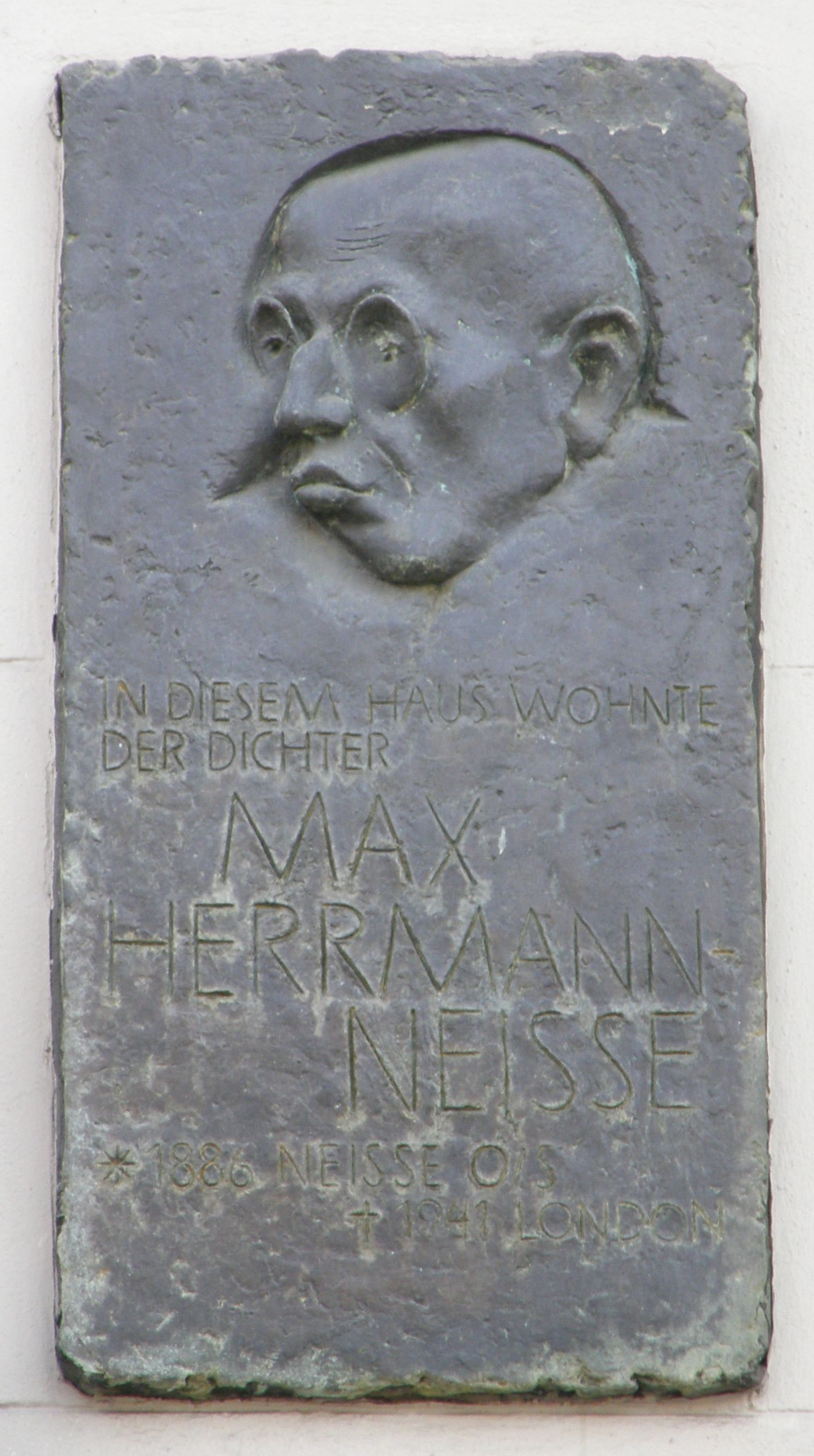
Tablica pamiątkowa w Berlinie-Charlottenburg przy ul. Kurfürstendamm 215

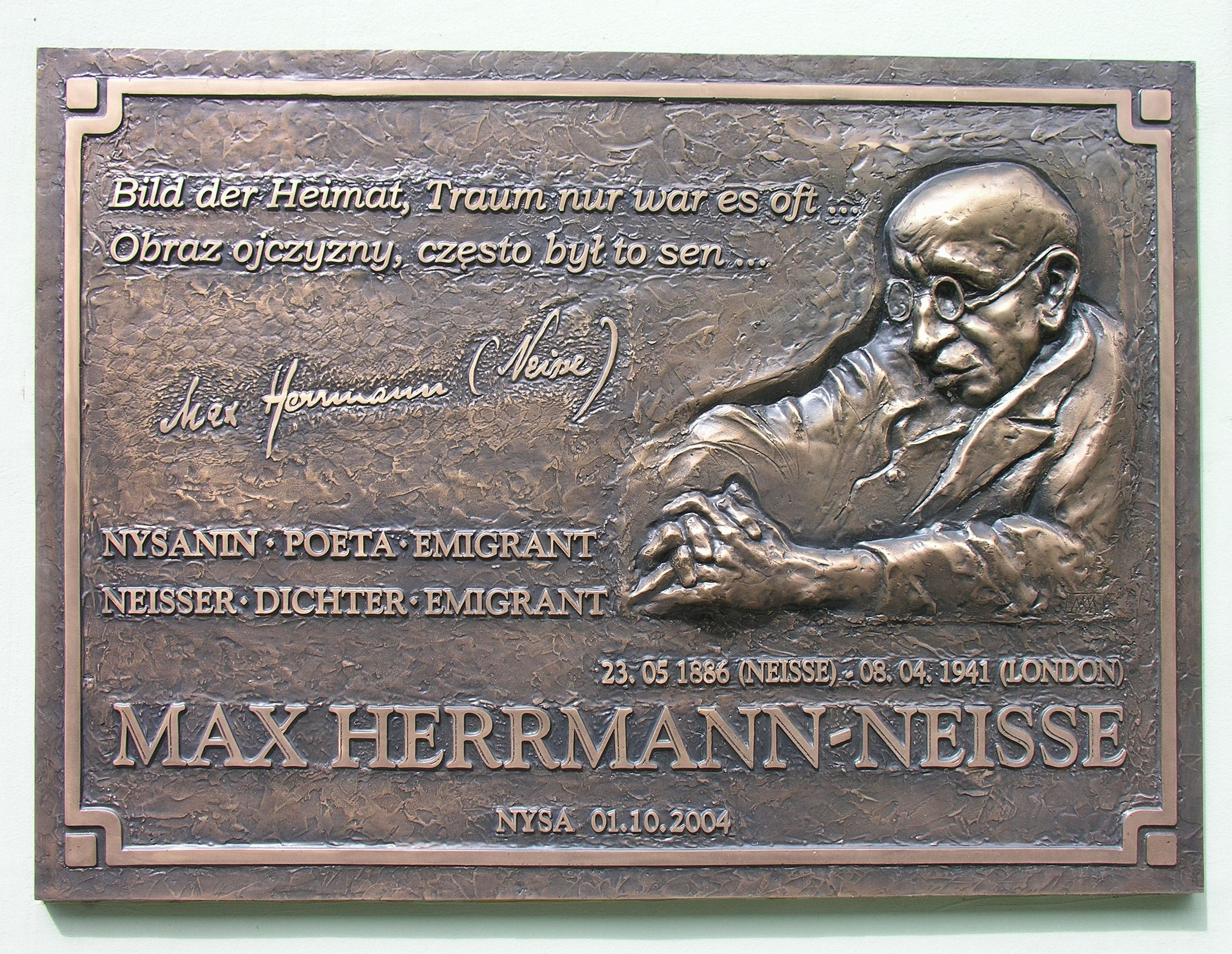
Tablica pamiątkowa w Nysie przy ul. Armii Krajowej 21

W 1933 pisarz opuścił Niemcy i udał się na emigrację. Po krótkim pobycie w Zurychu, gdzie w 1936 wydał jedyny opublikowany na emigracji tomik wierszy Um uns die Fremde, udał się do Londynu, gdzie spędził ostatnie lata swego życia. Na wyspach pozostawał izolowany, a dodatkowo nie przyznano mu brytyjskiego obywatelstwa po tym jak w 1938 pozbawiono go niemieckiego obywatelstwa. Pisarz zmarł w 1941, a przyczyną był najprawdopodobniej atak serca. Jego grób znajduje się na Marylebone Cemetery w Londynie. Podobnie jak wielu pisarzy tego czasu, Max Herrmann-Neiße popadł szybko w zapomnienie. Jego dzieła były stopniowo odkrywane na nowo dopiero od lat 80. i ponownie wydawane.

## Twórczość
- Ein kleines Leben. Gedichte und Skizzen. 1906
- Das Buch Franziskus. 1911
- Porträte des Provinztheaters. Sonette. 1913
- Sie und die Stadt. 1914
- Empörung, Andacht, Ewigkeit. Gedichte. 1918
- Verbannung. Ein Buch Gedichte. 1919
- Die Preisgabe. Gedichte. 1919
- Joseph der Sieger. Drei Bilder. 1919 (später unter dem Titel Albine und Aujust)
- Die Laube der Seligen. Eine komische Tragödie. 1919
- Cajetan Schaltermann. 1920
- Hilflose Augen. Prosadichtungen. 1920
- Der Flüchtling. 1920
- Der letzte Mensch. Eine Komödie vor Weltuntergang. 1922
- Die bürgerliche Literaturgeschichte und das Proletariat. 1922
- Im Stern des Schmerzes. Ein Gedichtbuch. 1924
- Die Begegnung. Vier Erzählungen. 1925
- Der Todeskandidat. Erzählung. 1927
- Einsame Stimme. Ein Buch Gedichte. 1927
- Abschied. Gedichte. 1928
- Musik der Nacht. Gedichte. 1932
- Ein deutscher Dichter bin ich einst gewesen. Gedichte. 1934
- Um uns die Fremde. Gedichte. 1936
- Letzte Gedichte, herausgegeben von Leni Herrmann. 1941

## Odniesienia w kulturze
Wiersz „Ein deutscher Dichter bin ich einst gewesen” (pol. „Byłem kiedyś niemieckim poetą”) poety stał się inspiracją do stworzenia utworu „Of Forsaken Poets” niemieckiej grupy muzycznej Heaven Shall Burn, zawartego na albumie Invictus (Iconoclast III) z 2010.